# أوبن ليرن
1. 1 2 3 4  "History of The Open University". The Open University. 13 يونيو 2018. مؤرشف من الأصل في 2018-06-13. اطلع عليه بتاريخ 2018-06-13.
2. ↑  "Table 1 All students by HE institution, level of study, mode of study and domicile 2012/13". وكالة إحصاءات التعليم العالي. مؤرشف من الأصل (مايكروسوفت إكسل spreadsheet) في 2023-04-05. اطلع عليه بتاريخ 2014-11-25.

أوبن ليرن هو موقع تعليمي . وهو مساهمة الجامعة المفتوحة في المملكة المتحدة في مشروع الموارد التعليمية المفتوحة لتعزيز موطن التعلم المجاني المفتوح. تم تمويل المشروع الأصلي جزئيًا من قبل مؤسسة ويليام و فلورا هاوليت. كما يعد جزءًا من مناهج التدريس المفتوحة.
1. ↑  Daniel، John؛ Killion، David (4 يوليو 2012). "Are open educational resources the key to global economic growth?". The Guardian. مؤرشف من الأصل في 2023-08-31. اطلع عليه بتاريخ 2017-08-10.
2. ↑  "Our story – How OpenLearn started" نسخة محفوظة 14 October 2007 على موقع واي باك مشين. – Open University
3. ↑  Open Education Consortium Members نسخة محفوظة 2023-10-29 على موقع واي باك مشين.